# بول مكراكين
بول مكراكين (بالإنجليزية: Paul McCracken (economist))‏ (و. 1915 – 2012 م) هو عالم اقتصاد، وبروفيسور (أستاذ جامعي) من الولايات المتحدة الأمريكية ولد في آيوا.

## التعليم
تعلم في جامعة هارفارد.

## مناصب وهيئات
أدار جامعة ميشيغان.

## روابط خارجية
- بول مكراكين على موقع مونزينجر (الألمانية)
- بول مكراكين على موقع إن إن دي بي (الإنجليزية)